# Tetragnatha macracantha
Tetragnatha macracantha este o specie de păianjeni din genul Tetragnatha, familia Tetragnathidae, descrisă de John Wynn Gillespie în anul 1992. Conform Catalogue of Life specia Tetragnatha macracantha nu are subspecii cunoscute.